# Liste der Monuments historiques in Rethel
Die Liste der Monuments historiques in Rethel führt die Monuments historiques in der französischen Gemeinde Rethel auf.

## Liste der Immobilien
| Bezeichnung                                 | Beschreibung                                                                                                  | Standort                                              | Kennzeichnung | Schutzstatus     | Datum     | Bild           |
| ------------------------------------------- | --- | ----------------------------------------------------- | ------------- | ---------------- | --------- | -------------- |
| Brunnen der Trésorerie générale de Mézières | aus dem 17. Jahrhundert; von Mézières nach Rethel versetzt; während des Zweiten Weltkriegs zerstört           | Rethel, 1 place Aristide-Briand (Lage)                | PA00078364    | Inscrit gelöscht | 1927 2003 |                |
| Kirche St-Nicolas                           | aus dem 13. Jahrhundert                                                                                       | Rethel, rue Étienne Dolet (Lage)                      | PA00078488    | Classé           | 1846      | weitere Bilder |
| Hôtel de Ville                              | zwischen 1925 und 1931 erbaut, Architekt M. Boulanger; Ausstattung des Ratssaals durch Eugène Thiéry, 1934/35 | Rethel, place du Général de Lattre de Tassigny (Lage) | PA08000016    | Inscrit          | 2015      | weitere Bilder |

## Liste der Objekte
| Bezeichnung                                               | Beschreibung | Standort                                 | Kennzeichnung | Schutzstatus | Datum | Bild |
| --------------------------------------------------------- | --- | ---------------------------------------- | ------------- | ------------ | ----- | ---- |
| Glocke                                                    | Bronze, 16. Jahrhundert; während des Ersten Weltkriegs zerstört                                                       | Pargny, in der Kirche St-Pierre (Lage)   | PM08000658    | Classé       | 1908  |      |
| Vier Gemälde (1)                                          | Ölfarbe auf Leinwand, 18. Jahrhundert, von Jacques Wilbault                                                           | Rethel, in der Krankenhauskapelle (Lage) | PM08000435    | Classé       | 1911  |      |
| Gemälde Mariä Verkündigung                                | Ölfarbe auf Leinwand, 17. Jahrhundert                                                                                 | Rethel, in der Kirche St-Nicolas (Lage)  | PM08000436    | Classé       | 1980  |      |
| Gemälde Petrus heilt einen Gelähmten                      | Ölfarbe auf Leinwand, 1638 von Remy Vuibert                                                                           | Rethel, in der Kirche St-Nicolas (Lage)  | PM08000426    | Classé       | 1908  |      |
| Vier Gemälde (2)                                          | Ölfarbe auf Leinwand, 18. Jahrhundert, von Jacques Wilbault                                                           | Rethel, in der Kirche St-Nicolas (Lage)  | PM08000428    | Classé       | 1908  |      |
| Skulpturengruppe Christus im Grab und zwei heilige Frauen | Stein, 16. oder 17. Jahrhundert                                                                                       | Rethel, in der Kirche St-Nicolas (Lage)  | PM08000430    | Classé       | 1911  |      |
| Skulptur Heilige Klara                                    | Stein, farbig gefasst, 15. Jahrhundert                                                                                | Rethel, in der Kirche St-Nicolas (Lage)  | PM08000433    | Classé       | 1933  |      |
| Gemälde Kreuzigung                                        | Ölfarbe auf Leinwand, erste Hälfte des 17. Jahrhunderts                                                               | Rethel, in der Kirche St-Nicolas (Lage)  | PM08000437    | Classé       | 1980  |      |
| Gemälde Geißelung Christi                                 | Ölfarbe auf Leinwand, 18. Jahrhundert, von Jacques Wilbault; während des Ersten Weltkriegs zerstört                   | Rethel, in der Kirche St-Remy (Lage)     | PM08000659    | Classé       | 1908  |      |
| Zwei Gemälde                                              | Ölfarbe auf Leinwand, 18. Jahrhundert, von Nicolas Wilbault                                                           | Rethel, in der Kirche St-Nicolas (Lage)  | PM08000427    | Classé       | 1908  |      |
| Grabstein für Pierre Rousseau                             | Stein, bezeichnet 1538                                                                                                | Rethel, in der Kirche St-Nicolas (Lage)  | PM08000429    | Classé       | 1911  |      |
| Weihwasserbecken                                          | in Gestalt einer von Delphinen getragenen Muschel; Stein, 17. Jahrhundert; während des Ersten Weltkriegs verschwunden | Rethel, in der Kirche St-Nicolas (Lage)  | PM08000431    | Classé       | 1911  |      |
| Skulptur Heilige Margaretha                               | Stein, farbig gefasst, 16. Jahrhundert                                                                                | Rethel, in der Kirche St-Nicolas (Lage)  | PM08000432    | Classé       | 1911  |      |
| Skulptur eines heiligen Bischofs                          | Stein, 16. Jahrhundert                                                                                                | Rethel, in der Kirche St-Nicolas (Lage)  | PM08000434    | Classé       | 1948  |      |